# Сан-Хоакін (округ, Каліфорнія)
Шаблон:StateAbbr_ 37°56′ пн. ш. 121°16′ зх. д. / 37.93° пн. ш. 121.27° зх. д.
Округ Сан-Хоакін (англ. San Joaquin County) — округ (графство) у штаті Каліфорнія, США. Ідентифікатор округу 06077.

## Історія
Округ утворений 1850 року.

## Демографія
За даними перепису 
2000 року 
загальне населення округу становило 563598 осіб, зокрема міського населення було 507534, а сільського — 56064.
Серед мешканців округу чоловіків було 281627, а жінок — 281971. В окрузі було 181629 домогосподарств, 134708 родин, які мешкали в 189160 будинках.
Середній розмір родини становив 3,48.
Віковий розподіл населення поданий у таблиці:
| Стать    | До 15 років | 15-21 | 22-29 | 30-39 | 40-49 | 50-65 | 65-85 | Понад 85 |
| -------- | ----------- | ----- | ----- | ----- | ----- | ----- | ----- | -------- |
| Чоловіки | 74382       | 34309 | 29701 | 41958 | 39874 | 36129 | 22809 | 2465     |
| Жінки    | 70985       | 29584 | 28187 | 41412 | 39839 | 37439 | 29483 | 5042     |

## Виноски
1. ↑  U.S. Decennial Census. United States Census Bureau. Процитовано 4 жовтня 2015.
2. ↑  Historical Census Browser. University of Virginia Library. Архів оригіналу за 11 серпня 2012. Процитовано 4 жовтня 2015.
3. ↑  Forstall, Richard L., ред. (27 березня 1995). Population of Counties by Decennial Census: 1900 to 1990. United States Census Bureau. Процитовано 4 жовтня 2015.
4. ↑  Census 2000 PHC-T-4. Ranking Tables for Counties: 1990 and 2000 (PDF). United States Census Bureau. 2 квітня 2001. Процитовано 4 жовтня 2015.
5. ↑  State & County QuickFacts. United States Census Bureau. Архів оригіналу за 13 липня 2011. Процитовано 6 квітня 2016. [Архівовано 2011-07-13 у Wayback Machine.](англ.) Наведено за англійською вікіпедією.
6. ↑  American FactFinder. Бюро перепису населення США. Архів оригіналу за 26 лютого 2012. Процитовано 31 січня 2008. [Архівовано 2008-05-21 у Wayback Machine.]

| США | Це незавершена стаття з географії США. Ви можете допомогти проєкту, виправивши або дописавши її. |